# جيمس جوزيف هاينز
جيمس جوزيف هاينز (بالإنجليزية: James Joseph Hines)‏ هو سياسي أمريكي، ولد في 18 ديسمبر 1876، وتوفي في 26 مارس 1957. حزبياً، نشط في الحزب الديمقراطي.